# گریکووا، والنتینا بوریسوونا
والنتینا بوریسوونا گریکووا (نام خانوادگی پیش از ازدواج: روزنفِلد) (۶ مهٔ ۱۹۳۱، سامارا – ۲ آوریل ۲۰۱۹) هنرمند و مرمت‌گر آثار هنری شوروی و روسیه بود. دارندهٔ عنوان «هنرمند شایستهٔ فدراسیون روسیه» (۱۹۹۳)

## زندگی‌نامه
در سال ۱۹۵۰، والنتینا گریکووا وارد دانشگاه دولتی مسکو به نام لومونسوف شد و در بخش شبانهٔ رشتهٔ هنرشناسیِ دانشکدهٔ تاریخ به تحصیل پرداخت. او در سال سوم دانشگاه، به گروه معماری کارگاه مرکزی علمی مرمت (که بعدها به «سویوزرستاوراتسیا» تغییر نام یافت) پیوست و در آنجا مشغول به کار شد.
در سال ۱۹۵۵، هنگامی که والنتینا بوریسوونا گریکووا در آخرین سال دانشگاه بود، برای نخستین بار به نووگورود رفت تا در کارهای استحکام‌بخشی پیِ کلیسای «پاراسکوا پیاتنیتسا» در مجموعهٔ «یاروسلاووف دوُریشچه» شرکت کند و بر روی نقاشی‌های کلیسای جامع «سوفیا» کار کند.
در سال ۱۹۶۳، کمیسیون ویژهٔ وزارت فرهنگ تصمیم به آغاز کاوش‌ها، پاک‌سازی آوارها و حفظ بقایای فِرِسکوهای باقی‌ماندهٔ کلیسای «منجی در کوالِوو» گرفت. والنتینا گریکووا به این پروژه پیوست. در همان سال، او با همسر آینده‌اش، آ. پ. گریکوف، آشنا شد. در بهار ۱۹۶۵، آن دو دوباره با هم به نووگورود رفتند. کار بر روی کلیسای «منجی در کوالِوو» چنان برایشان جذاب بود که تصمیم گرفتند برای همیشه در آنجا بمانند.
از سال ۱۹۶۵ که با هم کار می‌کردند، این زوج یک همکار خلاق و علمی واقعی شکل دادند. نام آن‌ها به‌طور جدایی‌ناپذیری در تمام نشریات و گزارش‌های بعدی ذکر شده است. از سال ۱۹۶۶، با مشارکت گریکووا و همسرش بیش از ده نمایشگاه برگزار شد که ویژگی‌های هنری منحصر به فرد فِرِسکوهای کلیسای «منجی در کوالِوو» و همچنین فعالیت‌های انجام شده برای حفظ آن‌ها را به نمایش گذاشت.
زوج گریکوف‌ها روش‌شناسی نجات فِرِسکوهای بنای معماری که در نتیجهٔ جنگ تخریب شده بود را به‌کار گرفته و در عمل پیاده کردند. بر اساس این روش، جمع‌آوری و دسته‌بندی قطعات خردشدهٔ فِرِسکوها بر اساس بخش‌ها و موقعیت اصلی آن‌ها روی دیوارها و طاق‌ها انجام می‌شود. این کار امکان گروه‌بندی تقریبی قطعات بر اساس ترکیب‌های شناخته‌شده را فراهم می‌کند و در ادامه با روش انتخاب دقیق، نقاشی‌ها بازسازی می‌شوند. این روش منحصر به فرد است و در عمل، نخستین تجربه در تاریخ بازسازی جهان به شمار می‌رود.
برای نووگورود، خانوادهٔ گریکوف‌ها که بیش از ۳۵ سال هدایت کارهای بازسازی فِرِسکوهای کلیسای «منجی در کوالِوو» را بر عهده داشتند، به نماد واقعی بازسازی تبدیل شدند.
درگذشت او در ۲ آوریل ۲۰۱۹ در نووگورود بزرگ رخ داد. او همراه با همسرش در قبرستان صومعهٔ خوتین به خاک سپرده شده است.